# Fracció generatriu
La fracció generatriu és la fracció irreductible que genera un nombre decimal donat. El resultat pot ser un nombre decimal exacte, decimal periòdic pur o decimal periòdic mixt. Expressa un nombre decimal en forma de fracció. Els passos per obtenir la fracció generatriu d'un nombre decimal depenen del tipus de nombre.

## Nombre decimal exacte
1. En el numerador s'escriu el nombre decimal però, sense la coma.
2. En el denominador s'escriu un 1 seguit de tants zeros com xifres decimals té el nombre decimal.
3. Finalment, la fracció obtinguda s'ha de simplificar perquè sigui una fracció irreduïble.

Exemple
Càlcul de la fracció generatriu del decimal exacte 1,25:
1. Com que el nombre té dues xifres decimals, el denominador és 100 i el numerador és 125: {\displaystyle {\tfrac {125}{100}}}.
2. La fracció es simplifica dividint el numerador i el denominador per 25, obtenint la fracció irreduïble {\displaystyle {\tfrac {5}{4}}}.

Per tant, la fracció generatriu del nombre decimal 1,25 és {\displaystyle {\tfrac {5}{4}}}.

## Nombre decimal periòdic pur
Utilitzem com a exemple el 3,666... (el 6 és el període)
1. Correm la coma fins que el nombre passi a ser enter, al resultat hi restem la part entera del decimal en qüestió i posem el resultat final com a numerador: 36-3={\displaystyle {\tfrac {33}{}}}
2. De denominador es col·loquen tants nous com nombres té la part periòdica: {\displaystyle {\tfrac {33}{9}}}
3. Si és necessari es simplifica: {\displaystyle {\tfrac {33}{9}}} = {\displaystyle {\tfrac {11}{3}}}

## Nombre decimal periòdic mixt
Utilitzem com a exemple el 2,45666.... (el 6 és el període)
1. Es corre la coma fins que el nombre passi a ser enter, al resultat s'hi resta la part que no és periòdica, i es posa el resultat final com a numerador: 2456-245= {\displaystyle {\tfrac {2211}{}}}
2. Es col·loca de denominador tants nous com nombres té el període del decimal i tants zeros com té l'anteperíode: 2211/900
3. Si és necessari, s'ha de simplificar: {\displaystyle {\tfrac {2211}{900}}} = {\displaystyle {\tfrac {737}{300}}}
4. Finalment s'ha de comprovar el resultat: {\displaystyle {\tfrac {737}{300}}}= 2,4566...